# Sainte-Geneviève (kloster)

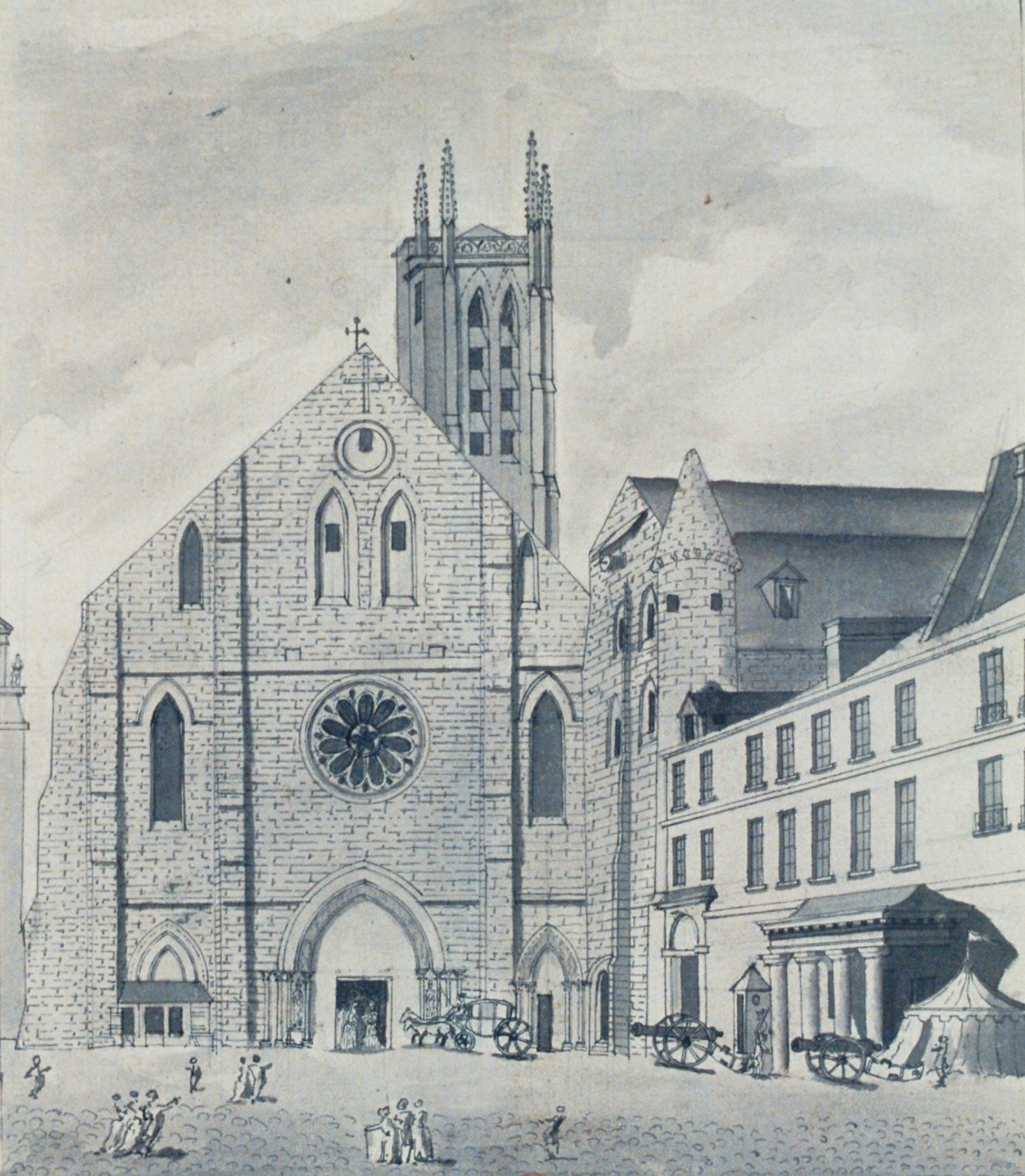
Klostret Sainte-Geneviève

Sainte-Geneviève var ett kloster som uppfördes i början av 500-talet av den frankiske kungen Klodvig I och hans gemål Clotilda. Ursprungligen hade klostret namnet Saints-Apôtres (De heliga apostlarna) men fick senare namnet Sainte-Geneviève, efter den heliga Genoveva av Paris.
På platsen för medeltidens kloster uppfördes på 1700-talet det nuvarande Panthéon efter Jacques-Germain Soufflots ritningar. Panthéon är beläget vid Place du Panthéon i Paris femte arrondissement.